# Alexa Karolinski

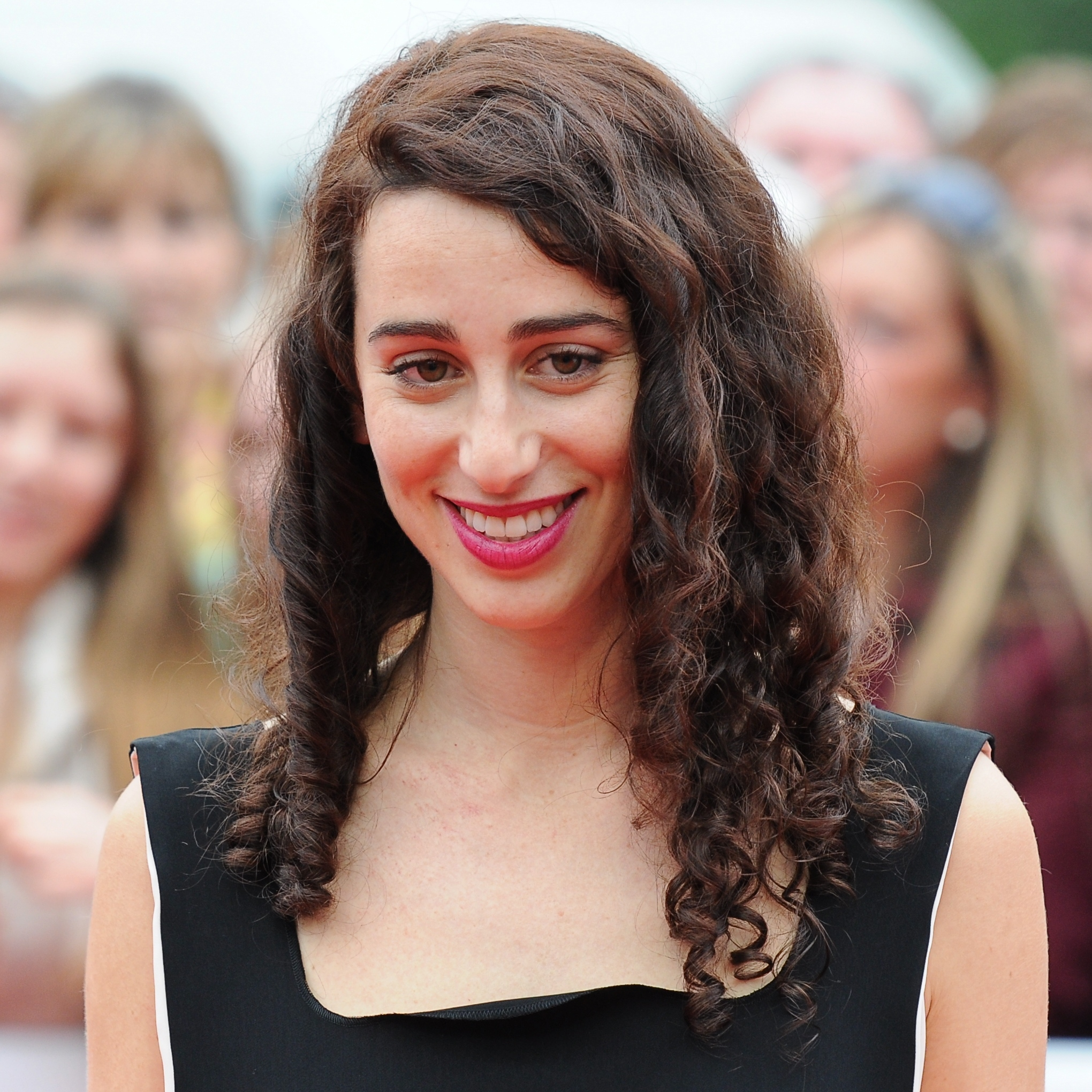
Alexa Karolinski

Alexa Karolinski (* 1984 in West-Berlin) ist eine deutsche Filmemacherin.

## Leben
Karolinski wuchs in Berlin-Wilmersdorf auf und besuchte einen jüdischen Kindergarten. Sie studierte Kunstgeschichte und arbeitete unter anderem für die Zeitschrift Vice und den Fernsehsender Arte. Anschließend ging sie nach New York an die School of Visual Arts. 2014 war sie Grimme-Preisträgerin für ihren Dokumentarfilm Oma & Bella (2012) über ihre jüdische Großmutter Regina Karolinski und deren Freundin, beide Überlebende des Holocaust. 2018 kam ihr Dokumentarfilm Lebenszeichen über Juden im heutigen Berlin in die Kinos. Im Jahr 2020 schrieben Karolinski und Anna Winger auf Basis der gleichnamigen Buchvorlage von Deborah Feldman die Drehbücher für die Netflix-Miniserie Unorthodox. Karolinski fungierte dabei auch als Produzentin der Serie.
Karolinski lebt in Los Angeles.

## Filmografie (Auswahl)
Regie
- 2012: Oma & Bella (Dokumentarfilm)
- 2014: Becoming Billy Name (Dokumentarfilm)
- 2017: Fashion at War: Crafting the Nazi Brand (Dokumentarfilm)
- 2018: Lebenszeichen – Jüdischsein in Berlin (Dokumentarfilm)

Drehbuch
- 2020: Unorthodox (Miniserie, 4 Episoden)